# La finestra di fronte
La finestra di fronte (Brasil: A Janela da Frente / Portugal: A Janela em Frente é um filme italiano de 2003 dirigido por Ferzan Özpetek.

## Elenco
| Ator/Atriz           | Personagem    |
| -------------------- | ------------- |
| Giovanna Mezzogiorno | Giovanna      |
| Raoul Bova           | Lorenzo       |
| Massimo Girotti      | Davide Veroli |
| Filippo Nigro        | Filippo       |
| Serra Yilmaz         | Eminè         |

## Trilha sonora
1. La finestra di fronte
2. Sezen Aksu - Karşı pencere
3. Il pensiero di te
4. Guadalupe Pineda featuring Los Tres Ases - Historia de un amor
5. La scelta
6. Il confronto
7. Nada - Ma che freddo fa
8. Le torte e i ricordi
9. La panchina sul prato
10. L'amore perduto (adagio)
11. Mina - Chihuahua
12. La finestra di fronte (epilogo)
13. Una lettera mai letta
14. Sezen Aksu - Şarkı söylemek lazım
15. Il confronto
16. L'amore perduto
17. Giorgia - Gocce di memoria

## Prêmios
- David di Donatello
  - Melhor filme
  - Melhor ator (Massimo Girotti)
  - Melhor atriz (Giovanna Mezzogiorno)
  - Melhor trilha sonora (Andrea Guerra)

- Nastro d'Argento
  - Melhor atriz (Giovanna Mezzogiorno)
  - Melhor roteiro original(Ferzan Özpetek e Gianni Romoli)
  - Melhor canção ('Gocce di memoria' de Giorgia)

- Festival Internacional de Cinema de Karlovy Vary
  - Melhor filme

- Festival Internacional de Cinema de Seattle
  - Melhor filme